# Heligmomerus astutus
Heligmomerus astutus là một loài nhện trong họ Idiopidae.
Loài này thuộc chi Heligmomerus. Heligmomerus astutus được J. Hewitt miêu tả năm 1915.